# Gurvan Saikhan Uul
Le Gurvan Saikhan Uul (en mongol : Гурван Сайхан, littéralement « les trois beautés ») est un massif montagneux situé dans la province d'Ömnögovi, en Mongolie.

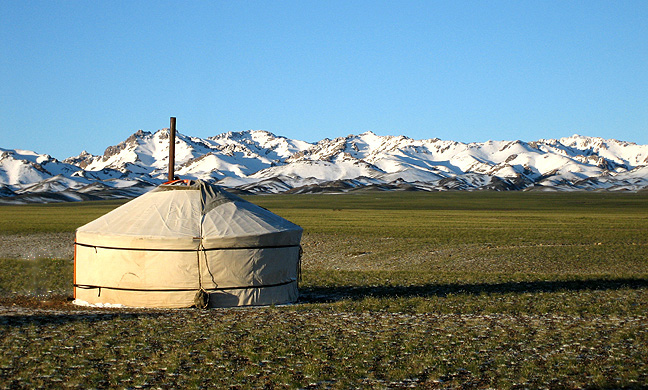
Vue d'une yourte et des montagnes de Gurvan Saikhan en arrière-plan.

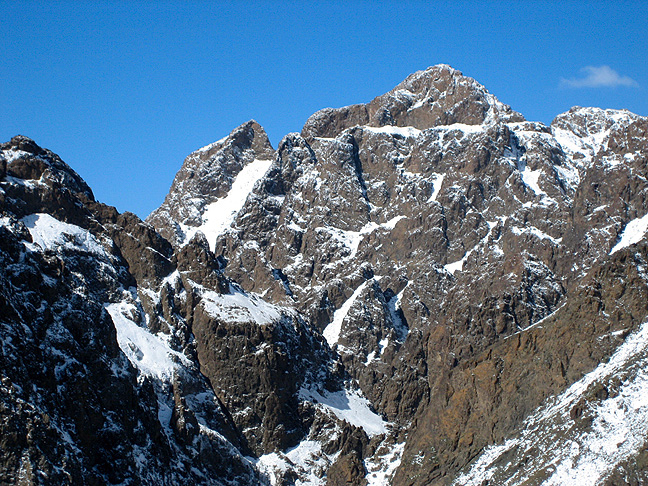
Vue du pic de Zuun Saikhany Nuruu après une tempête de neige en septembre.